# Expedice 27
Expedice 27 byla sedmadvacátou výpravou na Mezinárodní vesmírné stanici (ISS). Expedice byla zahájena odletem kosmické lodě Sojuz TMA-01M od stanice 16. března 2011 a ukončena odletem Sojuzu TMA-20 23. května 2011. Velitelem Expedice 27 byl ruský kosmonaut Dmitrij Kondraťjev.
Sojuz TMA-20 a Sojuz TMA-21 expedici sloužily jako záchranné lodě.

## Posádka
| Pozice            | 1. část (březen – duben 2011)           | 2. část (duben – květen 2011)             |
| ----------------- | --------------------------------------- | ----------------------------------------- |
| Velitel           | Dmitrij Kondraťjev, (1) Roskosmos (CPK) | Dmitrij Kondraťjev, (1) Roskosmos (CPK)   |
| Palubní inženýr 1 |                                         | Alexandr Samokuťajev, (1) Roskosmos (CPK) |
| Palubní inženýr 2 |                                         | Andrej Borisenko, (1) Roskosmos (CPK)     |
| Palubní inženýr 3 |                                         | Ronald Garan, (2) NASA                    |
| Palubní inženýr 5 | Paolo Nespoli, (2) ESA                  | Paolo Nespoli, (2) ESA                    |
| Palubní inženýr 6 | Catherine Colemanová, (3) NASA          | Catherine Colemanová, (3) NASA            |

Zdroj pro tabulku: ASTROnote
V závorkách je uveden dosavadní počet letů do vesmíru včetně této mise.

## Záložní posádka
- Anatolij Ivanišin – velitel, Roskosmos (CPK)
- Anton Škaplerov, Roskosmos (CPK)
- Sergej Revin, Roskosmos (CPK)
- Daniel Burbank, NASA
- Satoši Furukawa, JAXA
- Michael Fossum, NASA